# Marica Dekleva Modic
Marica Dekleva-Modic, slovenska pedagoginja, teoretičarka moralne vzgoje, prevajalka * 3. junij 1916, Trst, † 24. november 1980, Ljubljana.

## Življenje in delo
Marica Dekleva, poročena Modic, se je zaradi italijanske okupacije Primorske z družino leta 1919 preselila v Maribor. Tu je 1936 končala učiteljišče. Na ljubljanski Filozofski fakulteti je študirala pedagogiko in 14. januarja 1941 diplomirala. V študijskih letih se je pridružila levičarskemu gibanju. Pred 2. svetovno vojno se je s starši preselila v Ljubljano. Po okupaciji je začela sodelovati z Osvobodilno fronto in se še istega leta pridružila narodnoosvobodilni borbi. V letih 1945−48 je bila poverjenica za prosveto ljubljanskega okrožja, 1951−61 ravnateljica učiteljišča v Ljubljani in hkrati glavna urednica Sodobne pedagogike, nato do upokojitve višja predavateljica za pedagogiko na Filozofski fakulteti v Ljubljani. Znanstveno se je ukvarjala s teorijo moralne vzgoje, pedagoško filozofijo in s teorijo šolskih sistemov. Njeni prispevki so bili objavljeni v Pedagogiki, Sodobni pedagogiki in Pedagogiji. Prejela je Žagarjevo nagrado.